# Якушево (Судоверфское сельское поселение)
В Рыбинском районе есть ещё одна деревня с таким названием, в Октябрьском сельском поселении.
Якушево  — деревня в Судоверфской сельской администрации Судоверфского сельского поселения Рыбинского района Ярославской области .
Деревня расположена на южном берегу Рыбинского водохранилища, на дороге, связывающей деревню Свингино с посёлком Переборы и Рыбинском, в глубине залива, отделяющего Свингино от центра сельского поселения, Судоверфи. К северу от деревни — садовые участки и низкий берег залива, из-за пологости берега и колебаний воды четкой линии берега тут нет. Свингино расположено на северо-запад от деревни, а Судоверфь — к северо-востоку. На небольшом удалении к востоку находится деревня Коржавино, а к югу деревни — Залужье и Новый Посёлок. Просёлочная дорога на юго-запад выводит к деревне Большой Дор .
Деревня Якушева указана на плане Генерального межевания Рыбинского уезда 1792 года.
На 1 января 2007 года в деревне числилось 17 постоянных жителей . Почтовое отделение, расположенное в Судоверфи, обслуживает в деревне 21 дом.
В годы Великой Отечественной войны рядом с деревней располагался военно-полевой аэродром Якушево. В разное время на нём базировались 721-й истребительный полк, 42-й дальнебомбардировочный авиаполк, 108-й авиационный полк дальнего действия, 1005-й истребительный авиационный полк.